# Редчук Галина Василівна
Редчу́к Гали́на Васи́лівна (1 червня 1941 року, с. Троїцьке, тепер Любашівський район, Одеська область) — Заслужений вчитель України, викладач образотворчого мистецтва, організатор художньої студії «Сонячний круг» в Опішнянській середній школі № 2, на базі якої пізніше було створено Державній спеціалізованій художній школі-інтернаті I—III ступенів «Колегіум мистецтв у Опішні».

## Біографія

### Дитячі роки
Галина Редчук народилася у 1941 році у селі Троїцьке на Одещині. У 1944 році сім'я переїхала до Одеси, у 1947-му — до Біляївки, де й закінчила школу в 1957 році. Батько загинув у перші дні війни, тож змалку мусила допомагати матері у господарстві, у вихованні чотирьох молодших сестер.
З дитинства мріяла стати художником.

### Навчання
З 1958 по 1961 рік Галина Василівна навчалася в Одеському Морському технічному училищі № 5 за спеціальністю кухар закордонного плавання. Протягом 1961—1962 років працювала кухарем на теплоході «Єльня» (у тому числі рейси до Антарктиди — до місця роботи Одеської китобійної флотилії, на Кубу, в Індію). У 1962—1970 роках жила і працювала у Комсомольську-на-Амурі (малярем у трамвайному депо, штампувальником, електриком на заводі ім. Ленінського Комсомолу). Водночас, у 1963—1969 роках, навчалася на вечірньому відділенні Політехнічного інституту за спеціальністю інженер по електроприладах.
З 1970 року проживає у смт Опішня Полтавської області України. У 1972—1977 роках навчалася в Одеському педагогічному інституті (за спеціальністю «живопис та графіка»). У 1978—1982 роках — Республіканські курси іноземних мов (англійська мова).

### Професійна кар'єра
У 1970—1971 рр. працювала музичним керівником у дитячому садку. У 1972—1978 рр. — Міськомлинянська восьмирічна школа, вчитель трудового навчання у юнаків та малювання. З 1978 року працює вчителем образотворчого мистецтва в Опішнянській восьмирічній школі (яка згодом стала Опішнянською середньою школою № 2, а з 1997 року — Державною спеціалізованою художньою школою-інтернатом I—III ступенів «Колегіум мистецтв у Опішні»). Викладала малювання, креслення, англійську мову, образотворче мистецтво. Була керівником фотогуртка та гуртків малювання, випилювання, випалювання, ліплення. 1978 року гуртки об'єдналися у студію «Сонячний круг». Вихованці студії неодноразово брали участь у виставках різних музеїв України, ВДНГ УРСР, СРСР, у Чехословаччині та США, мають численні дипломи, нагороди, медалі. Багато випускників студії стали гончарями, художниками, архітекторами, вчителями мистецьких дисциплін.
Станом на 2015 рік викладає образотворче мистецтво у Колегіумі мистецтв в Опішні.
Галина Редчук — учитель-методист вищої категорії, Відмінник народної освіти України, Заслужений учитель України.

## Творчість
З дитинства Галина Редчук мріяла бути художником, проте ніколи не обмежувалася лише «фаховою» творчістю, і свідоцтвом цьому — ті гуртки, які вона започатковувала та вела в Опішнянській школі. Опанувала й навчає дітей багатьом художнім технікам: випалюванню, різьбленню, ліпленню, ліногравюрі та літографії, карбуванню, виготовленню вітражів, мозаїчних картин з прикладних матеріалів (кісточок, пір'їнок, паперу, соломи тощо), великих (настінних) керамічних панно тощо. Але головним усе ж таки лишається живопис: рисунок, графіка, акварель, олія, пастель тощо:

| У кабінеті Галини Василівни, де проходять уроки рисунка й живопису, всі стіни й полиці заклеєні й заставлені роботами її вихованців. Зробити шедевр, впевнена вона, можна з усього, що навколо нас: із снігу, тирси, піску, соняшникового насіння, шкіри, намистинок, соломи, гороху, гілочок, клаптів тканини чи паперу. Діти ж називають мені всі ті техніки, які вони вже вивчили: простий олівець, гуаш, маркер, туш, перо, пензель, вугілля, пастель, силует, ліногравюра, олійні фарби, акварель, темпера, акрил...[3] |
З 2000 року почала писати вірші. 2011 року стала лауреатом районної літературно-мистецької премії імені братів Тютюнників (м. Зіньків). На сьогодні видано чотири поетичних збірки (перша з них містить альбоми кольорових репродукцій десятків картин Галини Василівни):
| Обкладинка збірки віршів Галини Редчук «Тополі ще тримають оборону» (Київ, «Фенікс», 2009)    | Тополі ще тримають оборону. Поезія, живопис. — К.: Видавництво «Фенікс», 2009. — 288 с., 182 іл. ISBN 978-966-651-725-1. |
| Обкладинка збірки віршів Галини Редчук «Допоки вистачить наснаги» (Київ, «Фенікс», 2011)      | Допоки вистачить наснаги. — К.: «Фенікс», 2011. — 68 с. ISBN 978-966-651-869-9.                                          |
| Обкладинка збірки віршів Галини Редчук «Я край дороги не умію жити» (Київ, «Фенікс», 2011)    | Я край дороги не умію жити. — К.: «Фенікс», 2011. — 132 с. ISBN 978-966-651-870-8.                                       |
| Обкладинка збірки віршів Галини Редчук «Знайди у себе сили для любові» (Київ, «Фенікс», 2012) | Знайди у себе сили для любові. — К.: «Фенікс», 2012. — 120 с. ISBN 978-966-136-030-2.                                    |
|                                                                                               | Лірика з підбитим крилом. — К., 2023. — 78 с.                                                                            |

## Нагороди
- Почесне звання України Мати-героїня;
- «Заслужений вчитель України» — присвоєно 2007 року Указом Президента України[5]
- Медаль материнства II ступеня